# العلاقات الأمريكية الفنلندية
العلاقات الأمريكية الفنلندية هي العلاقات الثنائية التي تجمع بين الولايات المتحدة وفنلندا.

## مقارنة بين البلدين
هذه مقارنة عامة ومرجعية للدولتين:
| وجه المقارنة                                              | الولايات المتحدة                                                                                                  | فنلندا                                                                               |
| --------------------------------------------------------- | --- | ------------------------------------------------------------------------------------ |
| المساحة (كم2)                                             | 9.83 مليون | 338.42 ألف                                                                           |
| عدد السكان (نسمة)                                         | 311.58 مليون | 5.52 مليون                                                                           |
| الكثافة السكانية (ن./كم²)                                 | 31.7 | 16.31                                                                                |
| العاصمة                                                   | واشنطن العاصمة | هلسنكي                                                                               |
| اللغة الرسمية                                             | لغة إنجليزية | اللغة الفنلندية، اللغة السويدية                                                      |
| العملة                                                    | دولار أمريكي | يورو، ماركا فنلندية                                                                  |
| الناتج المحلي الإجمالي (بليون دولار)                      | 19.39 تريليون | 251.88 مليار                                                                         |
| الناتج المحلي الإجمالي (تعادل القوة الشرائية) بليون دولار | 18.04 تريليون | 231.84 مليار                                                                         |
| الناتج المحلي الإجمالي الاسمي للفرد دولار أمريكي          | 56.12 ألف | 42.31 ألف                                                                            |
| الناتج المحلي الإجمالي للفرد دولار أمريكي                 | 54.63 ألف | 40.68 ألف                                                                            |
| مؤشر التنمية البشرية                                      | 0.920 | 0.883                                                                                |
| رمز المكالمات الدولي                                      | +1 | +358                                                                                 |
| رمز الإنترنت                                              | .us، حكومة، .mil، Edu.                                                                                            | .fi                                                                                  |
| المنطقة الزمنية                                           | توقيت ساموا الأمريكية، توقيت أطلنطي موحد، منطقة زمنية وسطى، توقيت ألاسكا ‏، المنطقة الزمنية الجبلية، توقيت تشامرو ‏ | ت ع م+02:00، ت ع م+03:00، أوروبا/هلسنكي ‏، توقيت شرق أوروبا، توقيت شرق أوروبا الصيفي ‏ |

## مدن متوأمة
في ما يلي قائمة باتفاقيات التوأمة بين مدن أمريكية وفنلندية:
- ترتبط فيتشبورغ مع كوكولا باتفاقية توأمة منذ 1985.
- ترتبط ليك وورث مع لابينرنتا باتفاقية توأمة.
- ترتبط منيابولس مع كووبيو باتفاقية توأمة منذ 2009.[17][18][19][19]
- ترتبط سانت أنتوني مع سالو باتفاقية توأمة.
- ترتبط ماركيت مع كايآني باتفاقية توأمة.
- ترتبط باسادينا مع يارفنبا باتفاقية توأمة منذ 1948.
- ترتبط لانتانا مع Lapua [الإنجليزية]‏ باتفاقية توأمة.
- ترتبط إيرفينغ مع إسبو باتفاقية توأمة.
- ترتبط كاديلاك مع روفانييمي باتفاقية توأمة.
- ترتبط جيمستاون مع جاكوبستاد باتفاقية توأمة.

## منظمات دولية مشتركة
يشترك البلدان في عضوية مجموعة من المنظمات الدولية، منها:
| علم المنظمة | اسم المنظمة                               | تاريخ انضمام الولايات المتحدة | تاريخ انضمام فنلندا |
| ----------- | ----------------------------------------- | ----------------------------- | ------------------- |
|             | وكالة ضمان الاستثمار متعدد الأطراف        | 12 أبريل 1988                 | 28 ديسمبر 1988      |
|             | الوكالة الدولية للطاقة                    | ?                             | ?                   |
|             | الاتحاد الدولي للاتصالات                  | 1 يوليو 1908                  | 1 سبتمبر 1920       |
|             | يونسكو                                    | 4 نوفمبر 1946                 | 10 أكتوبر 1956      |
|             | البنك الإفريقي للتنمية                    | ?                             | ?                   |
|             | بنك التنمية الآسيوي                       | 1966                          | 1966                |
|             | الأمم المتحدة                             | 24 أكتوبر 1945                | 14 ديسمبر 1955      |
|             | مؤسسة التمويل الدولية                     | 20 يوليو 1956                 | 20 يوليو 1956       |
|             | منظمة الشرطة الجنائية الدولية             | ?                             | ?                   |
|             | مركز تنسيق الحركة في أوروبا ‏              | ?                             | ?                   |
|             | الاتحاد البريدي العالمي                   | ?                             | ?                   |
|             | منظمة حظر الأسلحة الكيميائية              | ?                             | ?                   |
|             | Strategic Airlift Capability ‏             | ?                             | ?                   |
|             | اتفاقية السماوات المفتوحة                 | ?                             | ?                   |
|             | منظمة التجارة العالمية                    | ?                             | 1995                |
|             | منظمة الأمن والتعاون في أوروبا            | 25 يونيو 1973                 | 25 يونيو 1973       |
|             | المجلس القطبي                             | ?                             | 1996                |
|             | نظام تحكم تكنولوجيا القذائف               | 1987                          | 1991                |
|             | مجموعة الموردين النوويين                  | ?                             | ?                   |
|             | منظمة التعاون الاقتصادي والتنمية          | ?                             | 1969                |
|             | المركز الدولي لتسوية المنازعات الاستشارية | 14 أكتوبر 1966                | 8 فبراير 1969       |
|             | البنك الدولي للإنشاء والتعمير             | 27 ديسمبر 1945                | 14 يناير 1948       |
|             | مؤسسة التنمية الدولية                     | 24 سبتمبر 1960                | 29 ديسمبر 1960      |
|             | المنظمة الهيدروغرافية الدولية             | ?                             | ?                   |
|             | الفريق المعني برصد الأرض                  | ?                             | ?                   |
|             | مجموعة أستراليا                           | 1985                          | 1991                |

## أعلام
هذه قائمة لبعض الشخصيات التي تربطها علاقات بالبلدين:
- باميلا أندرسون (1 يوليو 1967[34][35][36] – )
- جاكو باستوريوس (1 ديسمبر 1951[37][38][39] – 21 سبتمبر 1987[37][38][39])
- جنيفر تيلي (16 سبتمبر 1958[40][41][42] – )
- جورج جاينز (ممثل أمريكي، 16 مايو 1917[43][44][45] – 15 فبراير 2016[43][44][46])
- جيسيكا لانج (ممثلة أمريكية، 20 أبريل 1949[47][48][49] – )
- ديف موستين (موسيقي أمريكي، 13 سبتمبر 1961 – )
- ديفيد لينش (مخرج سينمائي، 20 يناير 1946[50][51][52] – )
- زيلدا ويليامز (ممثلة أمريكية، 31 يوليو 1989[53] – )
- فانيسا ويليامز (18 مارس 1963[54] – )
- لارس أهلفورس (رياضياتي فنلندي، 18 أبريل 1907[55][56] – 11 أكتوبر 1996[55][56])
- ليزلي مان (ممثلة أمريكية، 26 مارس 1972 – )
- لينوس تورفالدس (28 ديسمبر 1969 – )
- مات ديمون (ممثل وكاتب سيناريو ومنتج أمريكي، 8 أكتوبر 1970[57][58][59] – )
- ماريسا ماير (30 مايو 1975[60] – )
- ناثان فيليون (27 مارس 1971 – )

## وصلات خارجية
- موقع وزارة الخارجية الأمريكية
- موقع وزارة الخارجية الفنلندية